# 妖怪百物語
『妖怪百物語』（ようかいひゃくものがたり）は、1968年3月20日に公開された大映京都撮影所製作の時代劇・特撮映画。併映は『ガメラ対宇宙怪獣バイラス』。カラー、シネマスコープ、79分。

## あらすじ
豪商・但馬屋利右衛門は寺社奉行の堀田豊前守や町内の権力者を抱き込んで、貧しいながらもつましく暮らしている人々の住む長屋を無理やり取り壊し、岡場所を作って利益を上げようと目論んだ。そして、余興として豊前守らを招いて、百物語の会を催す。これは、百話の怪談をひとつ語り終る度に百本の灯りを一つずつ消していくもので、最後の灯りが消えたとき、妖怪が出ると言われていた。そのため、百物語の終りには必ず、憑き物落しの呪い（まじない）を行う作法になっていた。
だが利右衛門は、百物語が終っても呪いを施さず、客たちに土産の小判を渡してさっさと帰してしまったのである。怪異はすぐに現れた。帰途についた客たちは置行堀の不気味な声に脅されて、小判をすべて堀の中に吸い込まれてしまったのだ。
一方、豊前守らは百物語の会に潜り込んでいた若い浪人を警戒する。自分たちの不正を探っているのではないかというのである。また、但馬屋は長屋の取り壊し中止を求める住民の嘆願を握りつぶし、やってきた甚兵衛を殺害、強引に工事を始め、長屋の敷地に祭られていた古い社もつぶしてしまった。たちまち怪異が起こり、妖怪が出現、指揮していた但馬屋の手代の重助は店に逃げ帰る。但馬屋利右衛門は重助と共に様子を見に行くが、再び妖怪が現われ、狂乱して重助と刺し違えて死んだ。
堀田豊前守の前にも大勢の妖怪が姿を現した。屋敷の門が音も無く開く。実は、人の目に見えないだけで、妖怪たちが入って来たのである。豊前守は妖怪の群れに取り巻かれ、翻弄され、正気を失う。そこに入ってきたのは例の若い浪人。実は豊前守の不正を探っていた隠密であった。それを見て一瞬正気に戻った奉行は腹を切って果てる。それを見届けた妖怪たちは、深夜の町を歓喜に騒ぎ狂いながら百鬼夜行を行い、夜明けと共に消えていった。

## 概要
『妖怪大戦争』、『東海道お化け道中』と並び、「大映京都の妖怪三部作」と称される（妖怪シリーズの項参照）。
この年（1968年）1月からテレビで放映開始された『ゲゲゲの鬼太郎（第1作）』（東映動画、フジテレビ）は、子供たちの間で「妖怪ブーム」と呼ばれる社会現象を起こしていた。その中で大映東京撮影所制作の『ガメラ対宇宙怪獣バイラス』（湯浅憲明監督）と併せて春休み興行として公開された本作は、観客の子供たちの反応が非常に良かった。また社内での注目度も高く、大映側はこの新しい「妖怪もの」を同年暮れの冬休み興行に組み込み、次回作『妖怪大戦争』（1968年）へとシリーズ化することとなった。京都と東京の撮影所による「特撮映画二本立て」の興行は、円谷英二ひとりが特撮担当をしていた東宝にも実現できなかった豪華興行スタイルとして、前々年（1966年）の『大怪獣決闘 ガメラ対バルゴン』と『大魔神』に次ぐかたちで誕生した。
本作に取り上げられた「百物語」は、江戸時代の落語家である初代林家正蔵が盛んにしたもの（本作公開時の劇場パンフレットによる定義）で、江戸の人々が行っていた怪談話の会である。劇中では、初代林家正蔵の役を八代目林家正蔵（のちの林家彦六）が演じている。物語はこれを主軸に置き怪談仕立ての硬質な時代劇であるが、但馬屋の新吉（演じているのは当時活躍していた上方芸人・ルーキー新一）が傘のお化けと戯れるユーモラスな線画アニメーションとの合成シーンもあり、ドラマに緩急をつけている。

## スタッフ
- 企画：八尋大和
- 脚本：吉田哲郎
- 撮影：竹村康和
  - 田中省三
- 録音：大角正夫
- 照明：伊藤貞一
  - 美間博
- 美術：西岡善信
  - 加藤茂
- 音楽：渡辺宙明
- 編集：菅沼完二
- 音響効果：倉嶋暢
- 擬斗：楠本栄一
- 助監督：太田昭和
- 製作主任：西沢鋭治
- 現像：東洋現像所
- 監督：安田公義
  - 特撮監督：黒田義之

### ノンクレジット（スタッフ）
- スチール：小山田輝男[要出典]
- 撮影（特撮）：森田富士郎[3]
- 妖怪造型：八木正夫、エキスプロダクション[4]
- アニメーション：ピー・プロダクション[要出典]

## キャスト
- 大木安太郎：藤巻潤
- おきく：高田美和
- 太吉：平泉征
- お仙：坪内ミキ子
- 新吉：ルーキー新一
- 初代林家正蔵：八代目林家正蔵
- 但馬屋利右衛門：神田隆
- 堀田豊前守：五味龍太郎
- 重助：吉田義夫
- 藤兵衛：水原浩一
- おりく：小倉康子
- 伍平：浜村純
- 茨木伴内：杉山昌三九
- 甚兵衛：花布辰男
- 浪人一：伊達三郎
- 浪人二：山本一郎
- 町年寄：南部彰三
- 老僧：荒木忍
- 名主：玉置一恵
- お寅：近江輝子
- 大首：小柳圭子
- 浪人の妻：毛利郁子

- 語り手：内藤武敏

## 登場妖怪
鳥山石燕の『画図百鬼夜行』などを参考にして水木しげるによって描かれていた少年雑誌の画報記事の妖怪画などを元に、八木正夫を中心にエキスプロダクションが造型した。一部に同じ大映京都作品の『赤胴鈴之助』シリーズに登場する敵の造形物（造形は大橋史典の手によるもの）を改造流用した結果「青坊主」などのように水木及び江戸時代の伝承と異なる風貌になったものや、『百鬼夜行絵巻』の名称不明の妖怪を元に造型をして独自に命名をした「とんずら」のようなものもある。一部の妖怪はマスクや造形物をかぶった子役が演じている。妖怪のとんぼ返りは専門のトランポリン技術者を呼んで撮影された。
絵コンテ職人としても知られる監督・安田公義は本作でも全編にわたる絵コンテを自ら描き、「安田組スタッフルームは各種の妖怪の絵が貼りめぐらされ、早くも怪奇ムードが一杯で、さながら妖怪博物館だ」と当時の大映の広報誌では報じられている。また安田は製作開始を前に次のようにその意気込みを語っている。
「江戸の庶民の作ったお化けは、総体に怖いばかりでなく、どことなく茶目ッ気があるもので、こんどお化けのスター格で抜擢する〈ろくろ首〉〈一本足の傘〉〈ノッペラボウ〉〈大首〉など、みなその観が深い。その他〈土ころび〉〈火吹き婆〉〈おとろし〉などをはじめ、当時の文献や絵画に出ていたいろいろなお化けを最低三十は出すつもりだ。最後の場面の、勝利に喜ぶ妖怪のデモ行進が、王朝時代の「百鬼夜行絵巻」ほどに芸術的に消化されれば成功だと思う。」
但馬屋主催の料亭での百物語のシーンでは合計4枚の妖怪屏風絵が作られ、『百鬼夜行絵巻』を手本にして本作登場の妖怪たちが描き込まれた。撮入前には、撮影所に妖怪の作り物を供え、制作者全員が一堂に会し、撮影中の安全とヒットを祈願して僧侶によるお祓いも行われた。
置行堀（おいてけ掘）
本所七不思議のひとつ。
人魂
化け提灯
：普通の提灯がこのお化けになり、一瞬で飛び去る。
河童
ぬいぐるみは次作『妖怪大戦争』（1968年）のものとは別のもの。
うしおに
長い鬣と尾をもつ、獣のような三つ目の妖怪。普段は四足だが、直立歩行も出来る。堀田邸内をうろつく。最後の棺桶行列では、一番目の棺桶の前を烏天狗と二人で担ぐ。
ひょうすべ
当時小学6年生の子役・河内保人が演じた。豊前守の屋敷に現れる。最後の棺桶行列では、行列の周りを喜色満面に飛び跳ねていた。
一つ目小僧
当時小学6年生の子役・大川淳が演じた。豊前守の屋敷に現れる。最後の棺桶行列が出発する際に、門扉を開いて行列を誘導する。
油すまし
子役の別府敏保が演じている。一声かけるとすべての妖怪が姿を消す。
ぬっぺっぽう
子役が入って演じた。豊前守の屋敷に現れる。最後の棺桶行列では棺桶は担がず、そばを歩いた。
ぬらりひょん
子役が演じている。最後の棺桶行列では、しんがりをゆったりと歩いた。
火吹き婆
「左近の桜」に位置する妖婆。「吹き消し婆」とは逆の力を持つ化け猫妖怪。最後の棺桶行列では、二番目の棺桶の前を担ぐが、途中で後ろに回ってとんずらに手を貸す。
青坊主
「右近の橘」に位置する妖怪忍者。『赤胴鈴之助 鬼面党退治』（1957年）に登場した「山犬神」の面を改造したもの。最後の棺桶行列では、行列の周りを喜色満面に飛び跳ねていた。
烏天狗
『赤胴鈴之助 三つ目の鳥人』に登場した「鳥人」の被り物を『釈迦』（1961年）で再利用し、さらに今回改造したもの。豊前守の屋敷に現れる。最後の棺桶行列では、最前列に立った。
泥田坊
豊前守の屋敷に現れる。最後の棺桶行列では、三番目の棺桶の前を一人で担いで怪力ぶりを見せた。
うまおに
地獄の獄卒。豊前守の屋敷に現れる。最後の棺桶行列では般若と二人で一番目の前を担いだ。
般若
豊前守の屋敷に現れる。最後の棺桶行列では、一番目の棺桶の後ろをうまおにと二人で担ぐ。
とんずら
地獄の獄卒。土佐光信の『百鬼夜行絵巻』から採られたキャラクター。最後の棺桶行列では、二番目の棺桶の後ろを担ぎ、途中で火吹き婆に手伝ってもらっている。
陰摩羅鬼
地獄の獄卒。土佐光信の『百鬼夜行絵巻』から採られたキャラクター。豊前守の屋敷に現れる。最後の棺桶行列では、三番目の棺桶の前をおとろしと二人で担いだ。
毛女郎
豊前守の屋敷に現れる。最後の棺桶行列では、おとろしに代わって途中から三番目の棺桶の前を担いだ。
土転び
ぬいぐるみの中に演技者が3人入って動かした。劇場パンフレットによると「毛は、マニラ麻を染めて植えつけた苦心作」。
のっぺらぼう
「置いてけ掘」でたたりに遭った浪人や、氏神社殿を取り壊した重助親分の目の前に、次々に知人たちが眼も鼻もない顔になって現れる。
一角大王
妖怪の近習頭。火吹き婆と共に人間に化けて堀田邸に現れる。天井から逆さにぶら下がるなど身が軽い。最後の棺桶行列では3番目の棺桶を担いだ。
白粉婆
但馬屋と重助親分を、甚兵衛殺しの場の掘割に足止めするために現れる。最後の棺桶行列では、列の最後尾をついて歩いた。
おとろし
最後の棺桶行列では、三番目の棺桶の前を担いだが、途中で毛女郎と交代。
ろくろ首
毛利郁子が演じた。毛利は次作『妖怪大戦争』（1968年）でも「ろくろ首」を演じている。「ブラックシアター」方式で撮影された。
一本足の傘（からかさ）
ピアノ線による人形操演によって表現。劇場パンフレットによると、制作には30日かかり、50本のピアノ線を使って、6人がかりで操った。
狂骨
最後の棺桶行列では、列の周りをふわふわと漂った。人形の操演で表現した。三角布を額に着けており、次作『妖怪大戦争』よりもリアルな髑髏表現になっている。『妖怪大戦争』、『東海道お化け道中』の映画ポスターにはこの『妖怪百物語』版の写真が使われている。
大首
但馬屋、重助、豊前守の3悪人とも、この妖怪との遭遇後に絶命する。画面いっぱいに迫る大首シーンは、『大魔神』においても効果的に導入されたブルーバックの手法で合成されている。
姥ヶ火
頭だけの作り物が用意された。
やまびこ
最後の棺桶行列では、詳細不明の小さな妖怪が3番目の棺桶の上に座っていた。

## 雑誌掲載
『週刊少年キング』（少年画報社）
1968年12号 - 14号にかけて集中特集掲載。水木しげるによる漫画『妖怪百物語』が連載された。
『週刊少年マガジン』（講談社）
1968年12号で特集掲載。表紙はうしおに。
『まんが王』（秋田書店）
公開から2カ月遅れて7月号で特集掲載。怪獣映画と妖怪を取り混ぜた誌面となっている。付録に妖怪図鑑がついた。

## 漫画化
水木しげるによって『妖怪百物語』として漫画化され、上記の『週刊少年キング』の12号で16頁、13号で16頁、14号で17頁と、3週にわたり、合わせて49頁が連載された。登場する妖怪軍は、実写映画に忠実な絵柄となっている。これを一つにまとめ、カラーグラビアと併せてB5版の小冊子にしたものが映画館で販売された。また、この『妖怪百物語』は一部手直しされて『妖怪長屋』と改題して後年単行本収録されている。
単行本
- 『水木しげる 奇談貸本・短篇名作選 異形の者・吸血鬼』（ホーム社漫画文庫（集英社）、2009年8月、ISBN 978-4-8342-7459-2）
- 『ぽけっとまん 他』（講談社〈水木しげる漫画大全集〉、2014年7月、ISBN 978-4-06-377517-4）

## 商品化
ノート
公開時に、ショウワノートからノート、スケッチブック、ぬりえ本が各種発売された。すべて劇中の妖怪のリアルなイラストが使われ、価格は10円 - 60円だった。
プロマイド
株式会社丸昌からは、一枚5円のプロマイド（ブロマイド）が発売され、劇場にも置かれた。18種類あり、図柄は劇中の妖怪たちの立ち姿の写真が使われた。
ソフビ人形
「からかさ」、「油すまし」、「一角大王」、「うし鬼」、「一つ目小僧」のソフトビニール人形が、ニットーから「かっこいい! 妖怪シリーズ」と銘打って発売された。
プラモデル
『妖怪ブーム大作戦』と銘打って、ニットーから「油すまし」、「ぬっぺっぽうとミニから傘」、「一角大王とミニぬっぺっぽう」、「狂骨」、「うし鬼」、「からかさ」全6種類のプラモデルが定価50円で発売された。のちにニットーはジオラマ風に改定して一部再発売している。

### 映像ソフト
- 1997年8月22日に『妖怪大戦争』『東海道お化け道中』とセットになったLD-BOX『妖怪封印函』がアミューズより発売された[15]。
- 2000年7月26日に発売大映・販売徳間ジャパンコミュニケーションズによりDVDが発売された[16]。デジタル・ニューマスター[16]。
- 2015年にデアゴスティーニ・ジャパンから発売された『隔週刊 大映特撮映画DVDコレクション』第17号（2015年4月14日）に収録発売された。